# Dendrobium herbaceum
Dendrobium herbaceum är en orkidéart som beskrevs av John Lindley. Dendrobium herbaceum ingår i släktet Dendrobium, och familjen orkidéer. Inga underarter finns listade i Catalogue of Life.